# Robert Downie (Fußballspieler)
Robert Downie (* 18. März 1867 in Glasgow; † 27. Juli 1893) war ein schottischer Fußballtorhüter.

## Karriere
Robert Downie wurde im Jahr 1867 in Glasgow geboren. Mindestens von 1889 bis 1893 spielte er in seiner Heimatstadt bei Third Lanark der im Jahr 1872 als Militärverein 3rd Lanarkshire Rifle Volunteers gegründet worden war. Mit dem Verein gewann er 1889 den Schottischen Pokal im Finale gegen Celtic Glasgow. Neben Einsätzen im Pokal, absolvierte er ab der Saison 1890/91 auch Spiele in der neu gegründeten Scottish Football League. Im Jahr 1892 absolvierte der Torhüter ein Länderspiel für Schottland gegen Wales das im Tynecastle Park mit 6:1 gewonnen wurde. Nach dem Ende der Saison 1892/93 starb Downie bereits im Alter von 26.

## Erfolge
mit Third Lanark
- Schottischer Pokalsieger: 1889